# Adalbert Korponaj
Adalbert Tyberijowycz Korponaj (ukr. Адальберт Тиберійович Корпонай, ros. Адальберт Тибериевич Корпонай, Adalbert Tibierijewicz Korponaj; ur. 18 kwietnia 1966 w Rakoszynie, zm. 23 kwietnia 2017 w Szacku) – ukraiński piłkarz pochodzenia węgierskiego, grający na pozycji pomocnika, a wcześniej napastnika.

## Kariera piłkarska
Wychowanek DJuSSz w Rakoszyno (do 1984). Jego brat Iwan również był znanym piłkarzem. Pierwszym profesjonalnym klubem w karierze był miejscowy Zakarpattia Użhorod. W 1987 przeszedł do Torpedo Łuck, a w 1989 do Kreminia Krzemieńczuk. W następnym roku przeniósł się do Metalista Charków, ale już w sierpniu powrócił do Kreminia, w którym debiutował w Wyższej lidze Ukrainy. Latem 1992 został piłkarzem Metałurha Zaporoże. Od 1993 występował ponownie w Kreminiu, skąd był wypożyczony do SK Mikołajów. Latem 1997 trafił do Nywy Winnica. W końcu 1998 zakończył karierę piłkarską. Ale potem w 2001 roku grał jeszcze w amatorskiej drużynie Kowel-Wołyń Kowel.